# Wanda Ostaszewska
Wanda Ostaszewska (ur. 1909, zm. 1994) – polska działaczka podziemia niepodległościowego, łączniczka wywiadu Armii Krajowej, po II wojnie światowej represjonowana przez władze komunistyczne.

## Życiorys

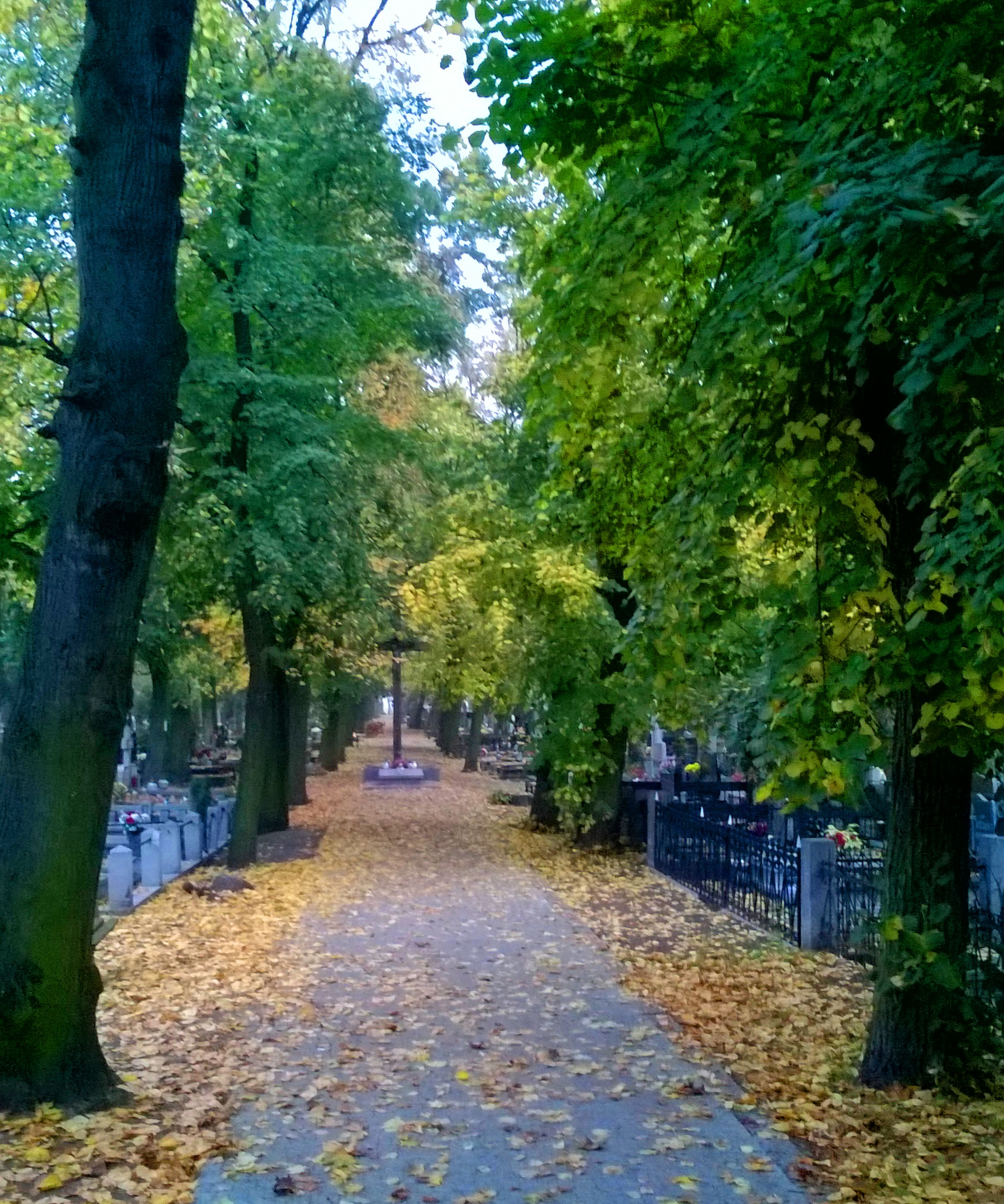
Cmentarz Najświętszej Marii Panny w Toruniu, gdzie pochowana jest Wanda Ostaszewska

Urodziła się 16 grudnia 1909 w Kielcach jako córka Stefana Boruckiego i Rozalii z domu Matler. Jej ojciec, inżynier, chemik i matematyk, skonstruował w latach 1909–1911 jeden z pierwszych udanych modeli lotniczych na ziemiach polskich.
Ukończyła Żeńskie Gimnazjum im. Królowej Jadwigi w Toruniu. Następnie odbyła dwuletni kurs kreślarski. Od 1930 do wybuchu wojny w 1939 pracowała w Pomorskiej Elektrowni Krajowej „Gródek”. W 1934 zawarła związek małżeński z Jerzym Ostaszewskim, kapitanem 31 pułku artylerii lekkiej w Toruniu. Jako żona oficera, w ramach Stowarzyszenia „Rodzina Wojskowa” przeszła przeszkolenie z ogólnego przysposobienia wojskowego i kurs Ligi Obrony Powietrznej Państwa. 
W czasie II wojny należała do konspiracji, do której zwerbował ją kpt. rez. Tadeusz Łęgowski, pseudonim „Kazimierz”, komendant Inspektoratu Toruń. Pod pseudonimem „Łucja” pełniła funkcję łączniczki wywiadu kolejowego. Z narażeniem życia dostarczała podziemiu niepodległościowemu AK raporty o ruchu pociągów i transportów wojskowych armii hitlerowskiej. 
Po zakończeniu wojny została w dniu 15 listopada 1945 aresztowana przez Urząd Bezpieczeństwa i trafiła do więzienia w Toruniu, a potem w Bydgoszczy. 27 maja 1946 została skazana na dwa lata ciężkiego więzienia, utratę praw obywatelskich i osadzona w więzieniu w Fordonie. W areszcie pomagała innym uwięzionym kobietom, w tym Marii Sobocińskiej.
Została zwolniona z więzienia 7 marca 1947 na podstawie amnestii. Pracowała w Zakładzie Energetycznym w Bydgoszczy, następnie w Zakładach Sieci Elektrycznych w Toruniu i w Biurze Projektów Przemysłu Cukrowniczego „Cukroprojekt”. 
Do końca życia mieszkała w Toruniu. 
Była odznaczona Srebrnym Krzyżem Zasługi z Mieczami (1945) i Krzyżem Armii Krajowej.
Zmarła 26 września 1994. Została pochowana na cmentarzu Najświętszej Marii Panny w Toruniu. 
Jej mąż, Jerzy Ostaszewski, urodzony 23 marca 1908 w Warszawie, walczył w kampanii wrześniowej jako dowódca 3. baterii 68. dywizjonu artylerii lekkiej Oddziału Wydzielonego „Toruń” Armii „Pomorze”. Potem trafił do oflagu. Po zakończeniu wojny pozostał na emigracji w Wielkiej Brytanii. Umarł w Londynie 3 lutego 1971.